# Des villes dans la plaine
Des villes dans la plaine (titre original anglais : Cities of the Plain) est un roman de Cormac McCarthy publié en 1998 aux États-Unis par Alfred A. Knopf. Ce roman est le troisième et dernier tome d'une trilogie informelle nommée la Trilogie des confins, qui comprend également De si jolis chevaux (All the Pretty Horses) et Le Grand Passage (The Crossing).

## Résumé
En 1953, John Grady Cole et Billy Parham travaillent ensemble dans l'exploitation du vieux McGovern situé près d'Alamogordo au Nouveau-Mexique, à la frontière de l'état du Texas et surtout de la ville de Ciudad Juárez au Mexique. Régulièrement les deux amis et d'autres cow-boys du ranch vont à El Paso et au Mexique pour se détendre, boire des verres, et voir des femmes dans des bordels de bas-étages. Lors d'une de ces visites à Juárez, John Grady fait la connaissance, de loin dans un premier temps, de Magdalena, une très jeune prostituée mexicaine, particulièrement belle mais fragile, notamment en raison des crises d'épilepsie qui la frappent de temps à autre. Magdalena est totalement sous l'emprise d'Eduardo, son proxénète, et de son homme de main Tiburcio. John Grady tombe amoureux de la jeune femme malgré tous les obstacles qui s'élèvent entre eux. Il lui propose de l'épouser et de l'emmener aux États-Unis pour vivre ensemble. Billy, son plus proche ami de quelques années son aîné, tente en vain de le dissuader de mener à bien son projet, mais devant l'obstination de John Grady, se sent affectivement et moralement en devoir de l'aider. Il décide d'aller proposer un marché à Eduardo, qui évidemment l'éconduit.
Durant ce temps, John Grady obtient la permission d'utiliser une vieille baraque en ruine de la propriété qu'il retape pour accueillir son foyer qu'il croit pouvoir se réaliser dans quelques mois. Démuni, sans famille ni ressource, avec la seule aide quasi-fraternelle de Billy, il fait avancer les travaux, réussit frauduleusement à obtenir une green card pour Magdalena, et monte une stratégie d'enlèvement de sa fiancée. Le jour prévu, Magdalena doit fuir de nuit, avec l'aide d'une complice, le bordel et attendre dans un café un intermédiaire qui la fera passer la frontière et retrouver John Grady. Bien que la personne prévue pour ce passage ne soit pas au rendez-vous mais remplacée par une autre, Magdalena, confiante, décide de la suivre dans son taxi. Après un court trajet, il s'arrête en pleine campagne où les attend Tiburcio. Le piège s'est refermée sur elle ; elle est tuée par Tiburcio qui l'égorge sur ordre d'Eduardo qui ne pouvait supporter le départ de Magdalena. John Grady qui ne voit pas sa fiancée arriver décide de passer la frontière pour tenter de comprendre ce qui s'est passé. Il fait le tour des bars et des environs du bordel, avant d'aller à l'hôpital, où il découvre le corps mutilée de Magdalena. Le monde s'écroule pour lui et il ne voit plus qu'une seule issue à sa vie : tuer Eduardo ou être tué. Il va provoquer le proxénète sur son terrain et se retrouve face à un redoutable adversaire, expérimenté et supérieur à lui dans les combats au couteau. Eduardo joue le jeu du chat et de la souris avec John Grady, qui se fait petit à petit lacérer de toutes parts, et finalement ouvrir profondément l'abdomen. Dans un ultime élan, il réussit à atteindre son adversaire en plantant profondément son arme sous sa mâchoire jusqu'au cerveau. Eduardo s'écroule et meurt. John Grady s'enfuit comme il le peut dans les rues de Juárez et trouve un ultime refuge dans une maison abandonnée grâce à l'aide d'un jeune garçon qui appelle par téléphone Billy Parham au ranch. Ce dernier vient immédiatement retrouver son ami qui n'a que le temps de lui dire quelques mots d'adieu avant de mourir. Billy, une nouvelle fois, reporte dans ses bras aux États-Unis le corps de son « presque frère » et décide de quitter immédiatement le ranch.
Cinquante ans ont passé. Billy Parham est maintenant un vieil homme, SDF errant depuis quelques années de ville en ville pour subvenir à ses besoins, vivant de petits travaux et de mendicité. Un jour il croise un homme semblable à lui qui lui raconte un étrange rêve intriqué dans son propre rêve d'un cow-boy sans nom, lors d'une nuit passée dans un désert du sud du pays. Un long dialogue philosophique s'installe entre eux sur le sens de ce rêve.

## Éditions
- (en) Cities of the Plain, éditions Alfred A. Knopf, 1998  (ISBN 0-679-42390-7).
- Des villes dans la plaine, éditions de l'Olivier, 1999  (ISBN 2879291860).